# Imperial (Nebraska)
Imperial je grad u američkoj saveznoj državi Nebraska. Prema popisu stanovništva iz 2010. u njemu je živjelo 2,071 stanovnika.